# شهرداری شهر کوپر
شهرداری شهر کوپر (به لاتین: City Municipality of Koper) یک منطقهٔ مسکونی در اسلوونی است که در اسلوونی واقع شده‌است. شهرداری شهر کوپر ۳۱۱ کیلومتر مربع مساحت و ۵۱٬۸۲۸ نفر جمعیت دارد.